# Гуменник короткодзьобий
Гуменник короткодзьобий (Anser brachyrhynchus) — вид водоплавних птахів родини качкових (Anatidae). Раніше розглядали як підвид гуменника (Anser fabalis).

## Поширення
Гніздиться у Гренландії, Ісландії та на Шпіцбергені. Перелітний вид, на зимівлі зустрічається у Великій Британії, Нідерландах та Західній Данії. В Україні рідкісний залітний вид.

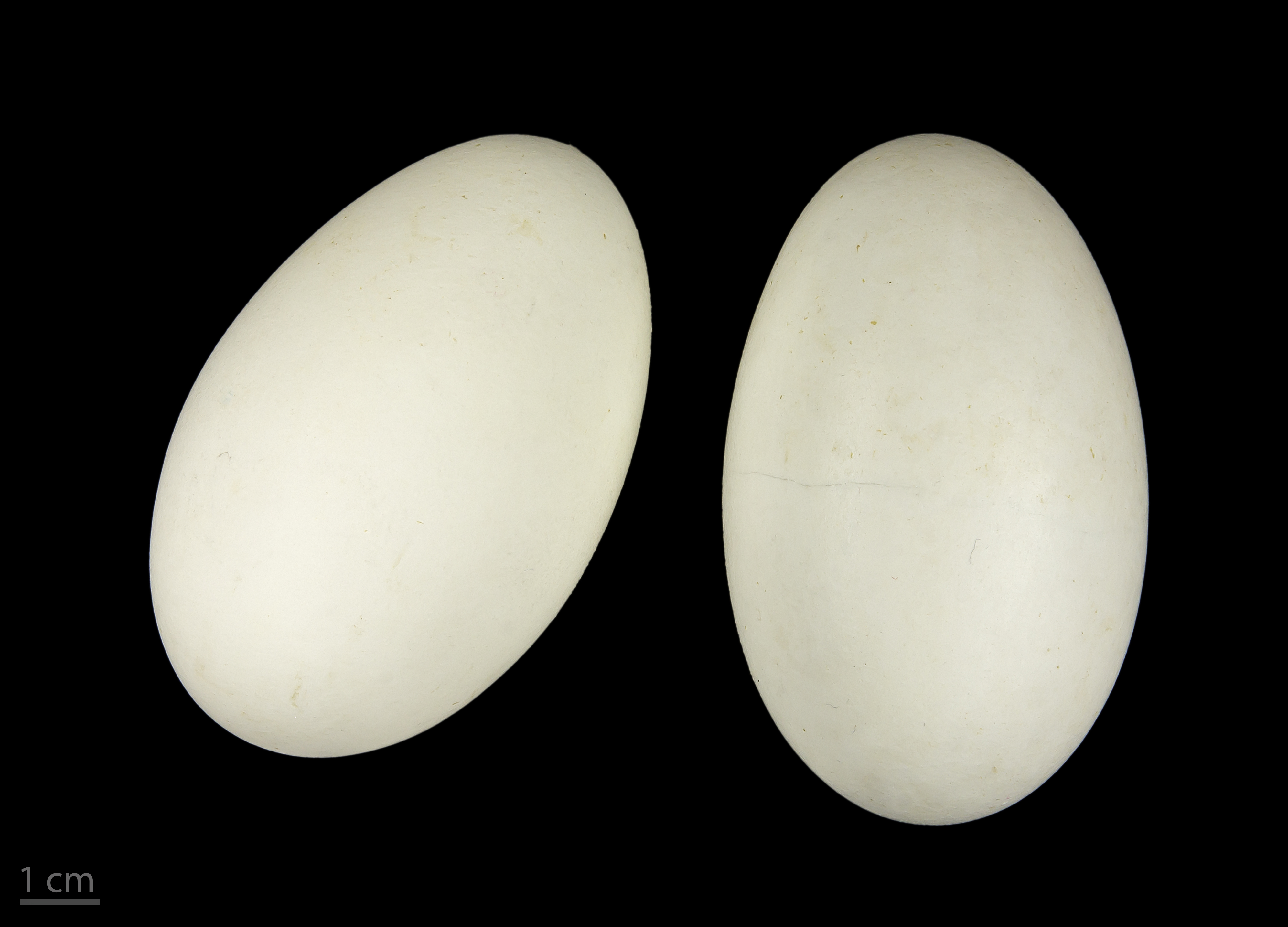
яйце Anser brachyrhynchus - Тулузький музей